# Marcusenius altisambesi
Marcusenius altisambesi es una especie de pez elefante eléctrico en la familia Mormyridae presente en algunos afluentes de la cuenca del Zambezi, entre ellos los ríos Kwando y Linyanti. Es nativa de la Angola, Botsuana, Namibia, Zambia y Zimbabue y puede alcanzar un tamaño aproximado de 195 cm.
Respecto al estado de conservación, se puede indicar que de acuerdo a la IUCN, se encuentra en la categoría «Preocupación menor (LC)».